# Растягивание гуся

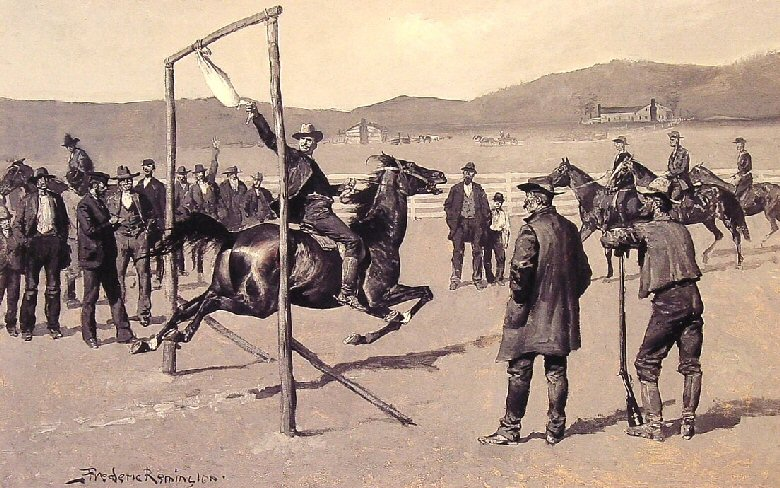

Растягивание гуся (нидерл. Ganstrekken, англ. Pulling the Goose) — кровавый спорт, имевший распространение в Нидерландах, Бельгии, некоторых областях Германии, Великобритании и Северной Америке в период с XVII до начала XX века.
Смысл этой забавы заключался в следующем: живого гуся с хорошо смазанной жиром головой привязывали за ноги к горизонтальной жерди, располагавшейся на достаточно большой высоте и прикреплённой к двум вертикальным жердям, образовывавшим конструкцию наподобие ворот. Человек должен был проехать на лошади на полном скаку через эти «ворота» и суметь схватить гуся за голову, тем самым оторвав её. Сделать это было достаточно сложно ввиду смазки на голове гуся и трепыханий птицы; иногда в состязаниях вводились дополнительные элементы сложности — например, около «ворот» иногда ставили человека с хлыстом, который его ударами должен был пугать подъезжающую лошадь. Призом за победу в состязании служил обычно сам гусь, иногда — небольшие денежные суммы, собранные со зрителей, или алкогольные напитки.
Практика растягивания гуся впервые зародилась в крестьянской среде в Нидерландах в начале XVII века. Впоследствии голландские поселенцы в Северной Америке перенесли этот кровавый спорт в Новые Нидерланды, а от них его переняли английские колонисты. Известно, что Питер Стёйвесант, последний губернатор Новых Нидерландов, выступал решительно против этого развлечения. В Англии растягивание гуся появилось в XVIII веке, но получило распространение лишь в нескольких районах страны и уже к концу этого века практически исчезло. В США оно было сравнительно популярным в конце XVIII — первой половине XIX века, но в значительной степени исчезло после Гражданской войны, хотя в Арканзасе активно практиковалось ещё в 1870-е годы.
Дольше всего это развлечение существовало в Нидерландах и Бельгии, где было важной частью масленичных празднеств. Законодательный запрет использовать для растягивания живых гусей был принят в обеих странах только в 1920-е годы. Сейчас для растягивания используются исключительно трупы гусей (но иногда специально убитых ради этого), однако подобная практика всё равно вызывает острые споры и протесты со стороны защитников животных; в современных Бельгии и Нидерландах растягивание гуся сохранилось лишь в деревнях, но по-прежнему остаётся важным народным праздничным обычаем — по нему устраиваются ежегодные турниры, победители которых объявляются «королями» и получают сравнительно крупные денежные призы.

## См.также
- Жестокое обращение с животными